# Juan de Arguijo
Juan de Arguijo (Sevilla, 1567 - Sevilla. 7 de agosto de 1622), poeta, mecenas y músico español perteneciente al Siglo de Oro en la corriente estética barroca.

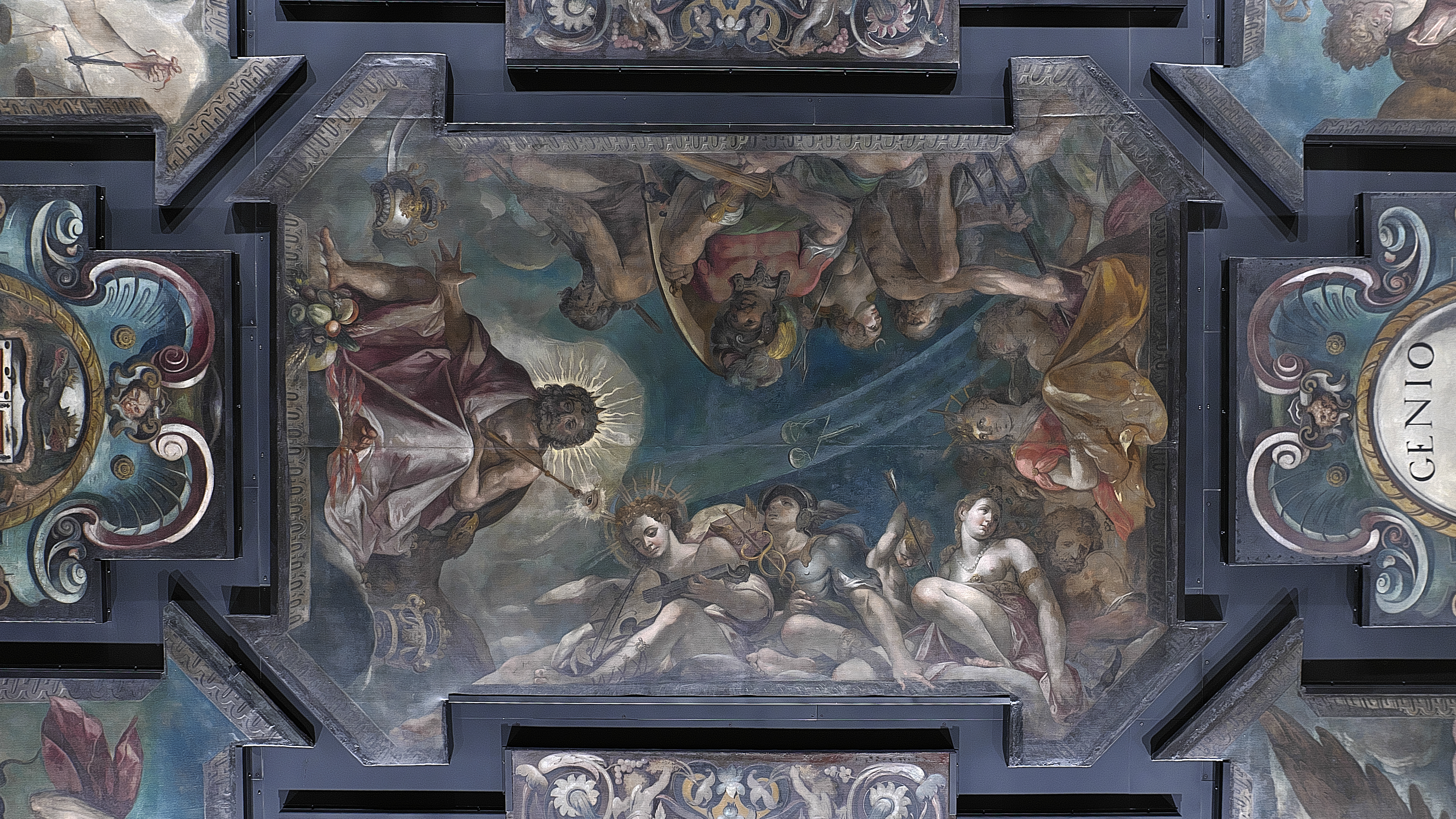
Asamblea de los dioses del Olimpo (1601), atribuida a Alonso Vázquez, techo de la casa sevillana de Juan de Arguijo.

## Biografía
Hijo de familia acaudalada y caballero de su ciudad natal, fue nombrado procurador en las Cortes convocadas por Felipe III en 1598. Era además músico y diestro tañedor de vihuela, y se distinguió como mecenas de artistas y escritores. En su tertulia solía leer cuentos, que recogió el poeta sevillano Antonio Ortiz Melgarejo y editó Antonio Paz y Mellá en uno de los volúmenes de Sales españolas o agudezas del ingenio nacional (1902). En estas liberalidades y por su afición a la buena y disipada vida dilapidó bastante su patrimonio familiar y hubo de padecer bastantes estrecheces económicas en su vejez. 
En sus poemas suele aparecer bajo el sobrenombre poético de Arcición. Reaccionó contra el culteranismo que sedujo a la mayoría de sus contemporáneos, pertenecientes también a la escuela sevillana, oponiendo a dicha estética el clasicismo y la erudición arqueológica, por lo que su poesía aparece a los criterios actuales demasiado culta y fría, si bien goza de una gran perfección formal y equilibrio, que lucen su virtud en sonetos perfectos como La constancia. En efecto, fue un gran sonetista, sobre todo sobre temas mitológicos, que eran los que prefería, aunque también compuso sonetos de tema moral como el anterior e históricos con el habitual desengaño y melancolía saturniana de los barrocos: A Baco, A Rómulo, A Troya, A Lucrecia, A Casandra, A Julio César, etc. Escribió cartas de gran valor literario y fue amigo y el mecenas sevillano de Lope de Vega, quien le dedicó sus Rimas y le imitó en algunos de los sonetos que contiene este libro de tema mitológico, histórico y grecolatino. De inspiración fundamentalmente clásica, académica y formal, seguidora del arte frente a la espontaneidad, pertenece a ese grupo de melancólicos poetas sevillanos que cantan a las ruinas, como Rodrigo Caro, que fue discípulo suyo. El equilibrio, la perfección formal, la temática clásica y la estética de Arguijo le constituyeron en el siglo XVIII como uno de los modelos de la literatura del Neoclasicismo junto a los escritores renacentistas del siglo XVI.